# Calibration (álbum)
Calibration (Is Pushing Luck and Key Too Far) es el quinto álbum de estudio del compositor y guitarrista Omar Rodríguez-López y el cuarto realizado en "Amsterdam series".
La portada del álbum esta ilustrada por un grafiti del artista GREY, un amigo de la infancia de Rodríguez-López.

## Lista de canciones
1. "México" – 3:00
2. "El Monte T'Aï" – 2:33
3. "Una Ced Lacerante" – 2:47
4. "Calibration..." – 3:36
5. "Grey (Canción Para El)" – 3:29
6. "Glosa Picaresca Wou Mên" – 3:27
7. "Sidewalk Fins" – 6:32
8. "Lick the Tilting Poppies" – 5:17
9. "Cortar el Cuello" – 3:24
10. "...Is Pushing Luck" – 8:11
11. "Las Lágrimas de Arakuine" – 11:11

## Personal
- Omar Rodríguez-López – guitarras, bajo (6,7,8), sintetizador (1,3,6,7,8,11), Arpa mexicana (1), vocales & letras (2,7,8), vocales (4), wurlitzer (3), caldera del té (3), TVs (5), rhodes (7), drum machine (7), clavinet (8)

- Juan Alderete – bajo (1,2,4,7,10,11)

- Thomas Pridgen – Batería (1,7,11)

- Marcel Rodríguez-López – Batería (2,4,6,8,10), percusión (2,6,10), sintetizador (1,6,7,11), clavinet (6)

- Adrián Terrazas-González – woodwinds & percusión (2,10)

- Money Mark – sintetizador (2,10)

- Cedric Bixler-Zavala – vocales & letras (4,10)

- John Frusciante – vocales & letras (6)

- Sara Christina Gross – saxofón (7)

- Tina Rodríguez – voz (1,6)

- Kim Humphreys – violín (2,5,8)

- Datos: Q5019834